# جون بوتنام ميريل
جون بوتنام ميريل (بالإنجليزية: John P. Merrill)‏ (10 مارس 1917 - 14 أبريل 1984) كان طبيبا وباحثا أمريكيا. قاد الفريق الذي قام بأول عملية زراعة كلى ناجحة في العالم. عادة ما كان يُعتبر «أب طب الكلى» أو «مؤسس طب الكلى»، وهي الدراسة العلمية للكلى وأمراضها.

## بداية حياته
ولد ميريل في عام 1917 في هارتفورد، كونيتيكت. بعد تخرجه من كلية دارتموث في عام 1938، التحق بكلية الطب بجامعة هارفارد. تخرج في عام 1942؛ وكان متدربا في مستشفى بيتر بنت بريغام.
خلال الحرب العالمية الثانية، خدم لمدة أربع سنوات في سلاح الجو. وقد قضى عامين في جزيرة كواجالين في المحيط الهادئ مع «عملية تقاطع الطرق.» 

## مهنته
قضي ميريل كامل مهنتة في بوسطن في مستشفى بيتر بنت بريغام. بدأ عمله كباحث طبي في عام 1947. تم تعيينه لرئاسة الفريق الذي طور الكلى الاصطناعية (دياليزرز بريغام-كولف) لاستخدامها في علاج الفشل الكلوي الحاد والمزمن.
في عام 1950، بدأ ميريل التدريس في مدرسة طب هارفارد.
في عام 1954، ترأس ميريل الفريق متعدد التخصصات الذي أجرى أول عملية زرع ناجحة للكلى بين إخوة توأم متطابقين.
كان ميريل أستاذا في كلية الطب بجامعة هارفارد في عام 1970. تم العثور على إرثه في طلابه وفي هؤلاء الأطباء الذين قام بتوجيههم.

### التسلسل الزمني
| 1947–1950 | الإقامة، مستشفى بريغهام                        |
| 1950–1956 | محقق، معهد هوارد هيوز الطبي في مستشفى بريغهام  |
| 1952      | مستشفى نيكر-إنفانت-مالاديس - باريس             |
| 1954      | زرع الكلى                                      |
| 1950–1984 | أعضاء هيئة التدريس في كلية الطب بجامعة هارفارد |

توفي في 14 أبريل 1984، في حادث ركوب القوارب أثناء قضاء عطلة في جزر البهاما.

## أعمال مختارة
في نظرة عامة إحصائية مستمدة من مركز المكتبة الرقمية على الإنترنت/الفهرس العالمي يشمل ما يقرب من 20+ إلى 30+ منشور بثلاثة لغات.
- 1980 - دور الكلى في ارتفاع ضغط الدم البشري.
- 1980 - العوامل المؤثرة على الأوعية الدموية الكلوية خلال التخدير، والصدمات النفسية، والفشل الكلوي في الإنسان
- 1977 - عدم التوازن المنحل بالكهرباء
- 1974 - الحالة الراهنة لزرع الكلى
- 1973 - مواضيع في أمراض الكلى
- 1973 - جزيرة السنجاب
- 1971 - أورميا؛ التقدم في الفيزيولوجيا المرضية
- 1971 - الأجهزة الاصطناعية ونظم دعم القلب والأوعية الدموية
- 1969 - علاج الفشل الكلوي الحاد
- 1963 - الفشل الكلوي
- 1959 - داي بيهاندلونغ دير نيرينينزوفينز (علاج الفشل الكلوي)
- 1955 - علاج الفشل الكلوي. المبادئ العلاجية في إدارة أورميا الحادة والمزمنة

## مرتبة الشرف
- جايردنر جائزة المؤسسة الدولية، 1969
- الجمعية الأمريكية للالتحقيقات السريرية 1963 [6]